# Virat Kohli
Virat Kohli (Delhi, 5 de noviembre de 1988) es un jugador de críquet indio. Virat Kohli hizo su debut en el cricket internacional contra Sri Lanka en agosto de 2008.Virat Kohli posee numerosos registros de bateo de la India, incluyendo la centena de carreras ODI ("One Day International", enfrentamiento de un día entre selecciones nacionales) más rápida, el bateador en llegar a las 5.000 carreras más rápido en ODI y  las 10 centenas de ODI más rápidas. Virat Kohli fue incluido en la lista de convocados para la home serie ODI contra Inglaterra en noviembre de 2008, pero no se le dio la oportunidad de jugar, debido a la inclusión de Tendulkar y Sehwag en el equipo. Desde diciembre de 2021, Virat Kohli es el jugador de críquet más seguido en Instagram.

## Vida personal
Virat Kohli nació en Delhi el 5 de noviembre de 1988. En noveno grado, cambió a Savier Convento en Rohini para ayudar a su práctica de cricket. Aparte de en lo deportivo, Kohli era bueno en lo académico. Así lo recuerdan sus profesores como "un niño muy brillante y alerta". Está casado con Anushka Sharma quien es una reconocida actriz y productora de cine india.

## Carrera
Virat Kohli fue incluido en la lista de convocados para el hogar serie ODI contra Inglaterra en noviembre de 2008, pero no se le dio la oportunidad de jugar, debido a la inclusión de Tendulkar y Sehwag en el equipo. En diciembre de 2008, Virat Kohli se le dio un contrato de Grado D en la lista de contratos BCCI anual que le daba derecho a recibir Rs 15 lakh. fue entonces cuando se eliminó de la lista de convocados para la serie de cinco partidos ODI en Sri Lanka contra Sri Lanka en enero de 2009. Virat Kohli es un bateador agresivo por naturaleza.